# Jean Reno
Jean Reno (vlastním jménem Juan Moreno y Herrera-Jiménez, * 30. července 1948) je francouzský herec španělského původu. Hrál v mnoha úspěšných filmech nejen z produkce Hollywoodu, ale rovněž i evropské provenience (např. Tygr a sníh – The Tiger and The Snow z roku 2005).

## Životopis

### Mládí
Reno se narodil ve městě Casablanca (tehdy Francouzské Maroko) andaluzským rodičům, kteří do severní Afriky utekli před diktaturou Francisca Franca. Když bylo Jeanovi 12 let, přestěhovala se jeho rodina do Francie.

### Kariéra
Renova kariéra začala ve francouzských snímcích – objevoval se především ve filmech Luca Bessona, z nichž tři Magická hlubina (The Deep Blue, 1988), Brutální Nikita (Nikita, 1990) a Léon (1994) přinesly Renovi velkou slávu.
Zazářil ve velkolepých amerických snímcích jako Francouzský polibek (French Kiss, 1995), Mission: Impossible (1996), Ronin (1998), Godzilla (1998), přičemž však nezanedbával ani tvorbu francouzskou: Návštěvníci (The Visitors, 1993) a Purpurové řeky (The Crimson Rivers, 2000). V roce 2006 obsadil jednu z hlavních rolí v remaku filmu Růžový panter (Pink Panther), kde si zahrál kolegu inspektora Clouseaua (Steve Martin). V témže roce ztvárnil i kapitána Bezu Fache ve snímku Šifra mistra Leonarda (The Da Vinci Code).
Reno se rovněž podílel na tvorbě druhé řady populární série pro PlayStation 2 – Onimusha (Onimusha 3: Demon Siege), kde s oblibou ztvárnil protagonistu Jacquese Blanca a jeho francouzským dialogům propůjčil svůj hlas.
Objevil se také v televizním reklamním spotu společnosti UPS.

### Osobní život
29. července 2006 se na radnici v jihofrancouzském Les Baux-de-Provence oženil s pětatřicetiletou modelkou a herečkou Zofií Boruckou. V roce 2009 se jim narodil syn Cielo a v roce 2011 syn Dean.
V minulosti byl ženatý již dvakrát, z každého manželství má dvě děti. Se svoji první ženou Geneviève má dceru Sandru (1978) a syna Mickaela (1980). S druhou manželkou, modelkou Nathalií Dyszkiewiczovou má syna Toma (1996) a dceru Serenu (1998). Reno má sídla v Paříži, Malajsii a Los Angeles.

## Filmografie
- Adventurers (2017)
- Králové hor (2015)
- Comme un chef (Oui, šéfe!, 2012)
- Fantômas (2012)
- Margaret (2011)
- 22 výstřelů, (2010)

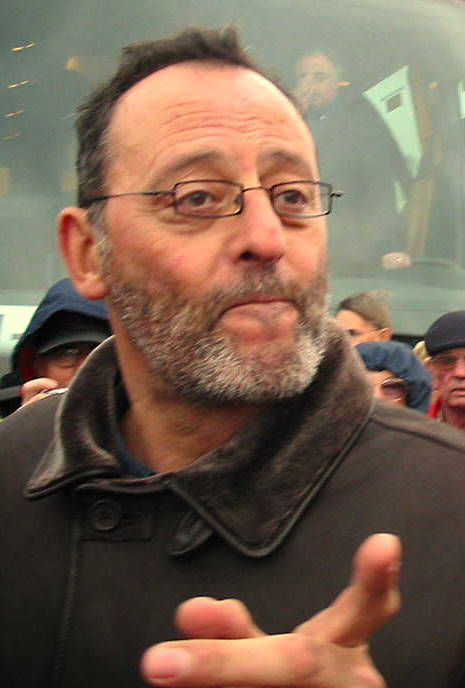
Jean Reno na uvedení filmu Láska po francouzsku, na filmovém festivalu v Cannes v roce 2002

- Couples retreat (Trable v ráji 2009)
- Armored, (2009)
- Ca$h (2008)
- Flushed Away (Spláchnutej, 2006)
- Margaret (2006)
- The Da Vinci Code (Šifra mistra Leonarda, 2006)
- Flyboys (Rytíři nebes, 2006)
- The Pink Panther (Růžový panter, 2006)
- The Tiger And The Snow (Tygr a sníh, 2005)
- L'Empire des loups (Říše vlků, 2005)
- L'Enquête corse (Korsický případ, 2004)
- Hotel Rwanda (2004)
- Les Rivières pourpres II: Les anges de l'apocalypse (Purpurové řeky 2: Andělé apokalypsy, 2004)
- Onimusha 3: Demon Siege (2004) (hlas Jacquese Blanca)
- Tais-toi! (Drž hubu!, 2003)
- Jet Lag (Láska po francouzsku, 2003)
- Rollerball (2002)
- Décalage horaire (Felix a Rose – Láska po francouzsku 2002)
- Wasabi (2001)
- Just Visiting (Návštěvníci: Cesta do Ameriky2001)
- Les Rivières pourpres (Purpurové řeky, 2000)
- Ronin (1998)
- Godzilla (1998)
- Les Couloirs du temps: Les visiteurs 2 (Návštěvníci 2: V chodbách času, 1998)
- Les Soeurs Soleil (1997)
- Un amour de sorcière (Zamilovaná čarodějka, 1997)
- Roseanna's Grave (Roseannin hrob, 1997)
- Le Jaguar (Jaguár (film), 1996)
- Mission: Impossible (1996)
- Al di là delle nuvole (Za mraky, 1995)
- French Kiss (Francouzský polibek, 1995)
- Les Truffes (1995)
- Léon (1994)
- Les Visiteurs (Návštěvníci, 1993)
- Flight from Justice (1993 (televizní film))
- Paranoïa (1993)
- La Vis (1993)
- Kurenai no buta (1992 (dabing))
- L'Opération Corned-Beef (Operace Corned Beef, 1991)
- Loulou Graffiti (1991)
- Brutální Nikita, (1990)
- L'Homme au masque d'or (1990)
- Le Grand Bleu (Magická hlubina, 1988)
- Zone Rouge (Rudá zóna, 1986)
- Subway (Podzemka, 1985)
- Le Dernier Combat
- Cats (muzikál Cats)